# Дхаулагири
Дхаулаги́ри (санскр. «Белая гора»; непальск. धौलागिरी, Dhaulāgirī) — многовершинный горный массив в Гималаях. Главная вершина массива — Дхаулагири I (8167 м) — является седьмым по высоте восьмитысячником мира.

## География
Горный массив Дхаулагири находится в центральной части Непала, в южном отроге Главного Гималайского хребта, западнее его прорыва рекой Кали-Гандаки, в междуречье Маянгди и Кали-Гандаки.
Массив состоит из 11 вершин, главная из которых превышает 8 км, остальные 10 превышают 7 км:
| №  | Вершина               | Высота, м | Год покорения |
| -- | --------------------- | --------- | ------------- |
| 1  | Дхаулагири I          | 8167      | 1960          |
| 2  | Дхаулагири II         | 7751      | 1971          |
| 3  | Дхаулагири III        | 7715      | 1973          |
| 4  | Дхаулагири IV         | 7661      | 1969          |
| 5  | Дхаулагири V          | 7618      | 1975          |
| 6  | Чурен Химал Главная   | 7385      |               |
| 7  | Чурен Химал Восточная | 7371      | 1970          |
| 8  | Чурен Химал Западная  | 7371      | 1970          |
| 9  | Дхаулагири VI         | 7268      | 1970          |
| 10 | Путха Хиунчули        | 7246      | 1954          |
| 11 | Гурья Химал           | 7193      | 1969          |

Оледенение горного массива Дхаулагири, по гималайским масштабам, сравнительно небольшое.

## Этимология
Наименование горный массив получил от своей главной горы — слово Дхаулагири отражает внешний вид этого гиганта. В переводе с санскрита дхавала или давала означает «белый», а гири — «гора».

## История восхождений
В период с 1808 по 1832 годы Дхаулагири считалась высочайшей вершиной мира, но альпинисты обратили на неё своё внимание лишь в начале 1950-х годов. Только восьмая по счёту экспедиция добилась успеха.
В 1960 году на базе швейцарской команды была сформирована сборная из лучших альпинистов Европы. Для транспортировки экспедиции и грузов использовался лёгкий самолёт (впервые при штурме восьмитысячника так активно применялась техника). Экспедицией руководил один из участников неудачной попытки 1958 года — Макс Айзелин — автор идеи восхождения по Северо-восточному гребню. 13 мая Димбергер, Динер, Шелберт, Форер и шерпы Наванг с Ньимой благополучно достигли вершины из штурмового лагеря 7800 м. Впоследствии этот маршрут стал классическим. Но тем не менее Северо-восточный гребень Дхаулагири и в наши дни остаётся одним из сложнейших среди классических маршрутов восхождения на восьмитысячники.
13 декабря 1982 года — первое зимнее восхождение японца Акио Коидзуми и шерпы Нима Вангчу. В Польше считается, однако, что первое зимнее восхождение совершили поляки Ежи Кукучка и Анджей Чок, поднявшиеся на гору 21 января 1985 года. Мировой календарь гласит, что зима начинается 21 декабря, в то время как непальские и тибетские зимние пермиты действуют с 1 декабря.
В октябре 1993 года во время восхождения от отёка мозга скончался альпинист Гэри Болл.
14 октября 2023 года во время восхождения погибла российская альпинистка Надежда Оленёва.
6 октября 2024 года во время восхождения погибли пятеро российских альпинистов: Александр Душейко, Олег Круглов, Владимир Чистиков, Михаил Носенко и Дмитрий Шпилевой. Тела были найдены на высоте 7100 м.